# Hyundai Genesis Coupe
Hyundai Genesis Coupe — заднеприводное спортивное купе производства Hyundai Motor Company. Впервые появилось на внутреннем рынке Кореи 13 октября 2008 года. Данный автомобиль является первым заднеприводным купе концерна Hyundai. Построен на одной платформе с седаном бизнес-класса Hyundai Genesis.
Продажи Genesis Coupe в США стартовали 26 февраля 2009 года. В России купе поступило к официальным дилерам 1 сентября 2009 года. Исполнительный директор Hyundai США Джон Крафчик позиционировал данный автомобиль как «машину, которая позволит вам соперничать с такими авто, как Infiniti G37». Genesis Coupe позиционируется не как обновление модели Coupe/Tiburon, а как принципиально новый автомобиль в линейке компании.

## Перед выходом на рынок
Первые шпионские фото закамуфлированного Genesis Coupe появились в интернете ещё в мае 2007-го, подогревая ожидание и рождая домыслы. На размещённой фотографии можно было увидеть, что моторный отсек и остальная компоновка машины типичны для переднемоторного заднеприводного автомобиля. Также на изображении демонстрировался четырёхцилиндровый двигатель с турбонагнетателем.

## Об автомобиле
Новое заднеприводное спорт купе от Hyundai было впервые представлено зрителям в 2008 году на Международном автошоу в Нью-Йорке. На подиумах демонстрировались два экземпляра красного и серебристого цветов. Кроме внешнего вида пришедшим были показаны и ходовые качества. 3.8-литровую версию в лаймовом цвете выставили в том же 2008 году на BUSAN International Motor Show. На автомобиле были установлены шильды Genesis Coupe 380GT.

### Двигатель и трансмиссия
Для автомобиля доступны два двигателя. Стандартно поставляется 2-литровый, 4-цилиндровый турбированный Theta, который обладает мощностью 210 л. с. и характеристикой крутящего момента в 302 Нм.
Данный двигатель имеет сходную конфигурацию с двигателем Mitsubishi Evo X, что является результатом сотрудничества в рамках Global Engine Manufacturing Alliance, который объединяет Hyundai, Mitsubishi Motors и Chrysler. Однако в двигателе от Hyundai стоят иные компьютеры, нежели в Эво — от Siemens.
Опционально Genesis Coupe оснащается 3,8-литровым Lambda V6, мощность которого 306 л. с. при крутящем моменте 361 Нм. Стандартной является 6-ступенчатая «механика». Опциональными являются 5- или 6-ступенчатый «автоматы».

### Модификации
Существует 7 модификаций Genesis Coupe, которые базируются на 2-х двигателях: 2.0T Base, 2.0 R-Spec, 2.0T Premium, 2.0T Track (GT в Канаде), 3.8 Base (Для модельного ряда 2010 года), 3.8 R-Spec (Для модельного ряда 2011 года), 3.8 Grand Touring, и 3.8 Track (GT в Канаде).
Версии Track и R-Spec с двухлитровыми двигателями идут только вместе с шестиступенчатой механикой. R-spec 2.0 в базовой версии идут с ABS,EBD,ESP, 19-дюймовыми колёсами, дисками от Brembo, дифференциалом Torsen, более жесткой подвеской и шинами Bridgestone Potenza RE050A. В этой версии нет bluetooth, автоматического датчика света, круиз контроля, бортового компьютера, управления аудиосистемой с руля.
EPA MPG Исследования Расход топлива [город/трасса]
−2.0 6-ст МКПП 11 л./100 км, 7.8 л./100 км;
−2.0 5-ст АКПП 12 л./100 км, 7.8 л./100 км;
−3.8 6-ст МКПП 14 л./100 км, 9.0 л./100 км;
−3.8 6-ст АКПП 14 л./100 км, 8.7 л./100 км;

### Характеристики
3.8 V6
314 л.с. (234 кВт) (Топливо премиум-класса) / 306 л.с. (228 кВт) (Обычное топливо)
361 Нм @ 4,700 об/мин.
Разгон от 0-100 км менее чем за 6 сек.
Максимальная скорость: 245 км/ч
2.0T
223 л.с.(166 кВт) (Топливо премиум-класса)) / 210 л.с. (160 кВт) (Обычное топливо)
294 Нм @ 2,000 об/мин.
Разгон от 0-100 км. — 6.8 сек.
Максимальная скорость: 230 км/ч